# Йоан I Дука
Йоан I Дука Комнин Ангел (на средногръцки: Ιωάννης Α 'Δούκας Κομνηνός Άγγελος) е владетел на Тесалия от 1268 г. до смъртта си през 1289 г.
Йоан Дука е незаконен (извънбрачен) син на Михаил II Комнин, владетел на Епирското деспотство от наложницата му Гангрена или Гангрени. Йоан по всяка вероятност е най-голям сред братята и сестрите си. Участва в Пелагонийската битка.
Женейки се за дъщерята на тесалийския влах Таронас, Йоан разчита на влашкия контингент за да се укрепи на власт. Йоан дезертира в пелагонийската битка от коалицията съставена измежду баща му, Вилхелм II Вилардуен от Ахея и кралят на Сицилия Манфред Сицилиански, допринасяйки по този начин за поражението на съюзниците от Йоан Палеолог, брат на император Михаил VIII Палеолог. Скоро след битката обаче, Йоан Дука се разкайва за малодушието си и се завръща при баща си.
След смъртта на баща му през 1268 г., Йоан наследява владението на Тесалия и днешна Централна Гърция, резидирайки в Неопатрас. След възстановяването на Византийската империя, Йоан получава титлата севастократор от Михаил VIII Палеолог, за което е сключен династичен брак между племенника му и дъщерята на Йоан Палеолог през 1272 г. по време на Лионската уния. Въпреки това Йоан остава настроен антивизантийски и е победен от съюзническата армия, изпратена да го подчини на Константинопол през 1275 г., в която участва със свой контингент херцога на Атина. По това време той се присъединява към Втората анжуйска коалиция, съставена измежду владетелите на Епир, Рашка, Загора (Търново), в подкрепа на плановете на Карл I Анжуйски, крал на Неапол и Сицилия, за възстановяването на Латинската империя. Михаил VIII Палеолог още преди Сицилианската вечерня се опитва да се противопостави на този антивизантийски алианс, организирайки антиуниатски ортодоксален църковен събор в Тесалия, на който присъстват изгонени от Византия свещеници и на който събор през 1277 г. са отлъчени от църквата византийският император и патриарх Йоан XI Век.
Византийското настъпление къмто Тесалия през 1277 г. е отблъснато при Фарсала от Йоан. Съюзници на византийците са татарите от ордата на хан Ногай, които подлагат Тесалия на грабеж. Михаил VIII Палеолог умира през 1282 г., готвейки ново нахлуване в Тесалия. По времето на новия император Андроник II Палеолог отношенията между централната власт в Константинопол и Йоан се подобряват, но конфликтът на константинополското правителство с еднокръвния брат на Йоан – Никифор I Комнин Дука, владетел на Епир, отново изостря отношенията. През 1283 или 1284 г. Никифор и съпругата му Анна Кантакузина (племенница на Михаил VIII Палеолог) канят Йоановия син Михаил да сключи династичен брак с дъщеря им с цел Епир и Тесалия да се обединят в едно владение. Йоан се хваща на уловката им, а синът му е арестуван и изпратен в Константинопол, където умира в затвора през 1307 г. Мъстейки за това коварство, Йоан се реваншира, нахлувайки в Епир, където превзема и присъединява към владението си няколко крайбрежни крепости. Йоан умира през, или малко преди, 1289 г.

## Наследници
1. Михаил Комнин, който умира като пленник в Константинопол през 1307 г.
2. Константин I Дука, който наследява бащиното си владение на Тесалия.
3. Теодор Ангел, който подпомага Константин в управлението на Тесалия.
4. Елена Ангелина Комнина, която е омъжена изпърво за Гийом I де ла Рош, херцог на Атина, а сетне за Юг дьо Бриен, граф на Лече.
5. неизвестна по име дъщеря, омъжена за Андроник Тарханиот, племенник на император Михаил VIII Палеолог.
6. Елена Дукина Ангелина, съпруга на крал Стефан Милутин.
7. неизвестна по име дъщеря, сгодена през 1281 г. за бъдещия български цар Теодор Светослав.[1]

### Цитирана литература
- Fine, John V.A. (1987). The Late Medieval Balkans. Ann Arbor
- ((en)) Georgieva, Sashka (2018). Bulgarian-Serbiam marital diplomacy from the end of 13th to the veginning of 14th century. – Историјски часопис, 67 (2018),  85-127, doi:10.34298/IC1766085G, https://www.iib.ac.rs/istorijskicasopis/assets/files/IC1766085G.pdf
- Cheetham, Nicholas (1981). Mediaeval Greece. , Yale University Press
- ((en)) Polemis, Demetrios (1968). The Doukai: A Contribution to Byzantine Prosopography. London: The Athlone Press, https://books.google.com/books?id=Sx5dAAAAIAAJ
- ((de)) Trapp, Erich; Beyer, Hans-Veit; Walther, Rainer et al. (2001) [1976–1996]. Prosopographisches Lexikon der Palaiologenzeit, CD-ROM. Wien: Verlag der Österreichischen Akademie der Wissenschaften, ISBN 3-7001-3003-1, https://archive.org/details/ErichTrappProsopographischesLexikonDerPALAIOLOGENZEIT/mode/2up